# Hanger

Hanger arab cu teacă din a doua jumătate a secolului al XIX-lea

Hangerul este un pumnal mai mare, având lama încovoiată, o armă albă de origine orientală purtată la brâu. Cuvântul provine din limba turcă otomană - hançer. Acesta poate fi folosit ca unealtă de înjunghiere. Designul este din perioada preistorică, iar cele mai vechi hangere au fost găsite ca având o vechime din perioada neolitică. Mai multe civilizații din antichitate foloseau pumnale decorate și ornamentate pentru festivități sau activități culturale (spre exemplu aztecii). Acesta are aproape aceeașă istorie ca pumnalul, diferența era că acesta era doar puțin mai măricel.

## Caracteristici generale
Acest pumnal este recunoscut după lungimea sa ceva mai mare decât a unui pumnal normal și a lamei late și încovoiate. Se aseamănă cu pumnalele din Europa sau din vechea Persie, având mai multe rădăcini. Lama hangerului este tăioasă pe amândouă părțile, iar punctul de lovire cu o eficiență mortală maximă este coloana vertebrală. Acest pumnal este foarte periculos, putând despica bucăți întregi de carne.
Romanii l-au folosit mai ales în bătăliile corp la corp. Au fost găsite hangere romane în multe locuri.

## Scurt istoric
Acest pumnal a evoluat, ca multe alte arme, din simplele forme de silex din perioada neolitică ce aveau o formă triunghiulară cu margini circulare, fără coadă. Cele mai vechi hangere din orice fel de metal găsite sunt de cupru, datând din perioada epocii bronzului, prin mileniul III î.H, chiar mai înainte de apariția săbiilor cu contur finisat și regulat.
În Egipt, hangerele au fost folosite la diverse ceremonii și ritualuri, ajugând de la simpla împodobire și pictare a lor, până la fabricarea lor din aur, care apoi e scluptat și pictat migălos. O tradiție făcea ca ofițerii și amiralii să poarte hangere, în semn de putere, respect și mărire. Chiar și acum, în perioada armelor de foc, soldații mai sunt echipați cu pumnale de acest gen și le mai poartă în loc de baionetă.
În Imperiul Otoman, hangerul era utilizat de către unitățile de ieniceri, făcând parte din echipamentul standard al acestora. Hangerul era purtat în cizmă și era o armă cu preponderență de uz militar.